# لووس
لووس (بالإنجليزية: Loose) هو الألبوم الموسيقي الثالث لمغنية البوب كندية المولد برتغالية الأصل نيللي فرتادو. أنتجت الألبوم شركتا جيفن (بالإنجليزية: Geffen) وموسلي ميوزك (بالإنجليزية: Mosley Music) لصاحبها تمبالاند في تعاونها الأول مع هاتين الشركتين بعد إفلاس شركة دريم ووركس. صدر ألبوم لووس في معظم أنحاء العالم بتاريخ 20 يونيو 2006. يُعد الألبوم واحد من أبرز أعمال عاميّ 2006 و2007 حيث بيع منه مع بداية أغسطس 2007 سبعة ملايين نسخة حول العالم وحصل على المركز الأول مرتين في قائمة «الرسم البياني المتحد» العالمية (بالإنجليزية: United World Chart) وحاز الألبوم على جوائز عديدة لدرجة أن نيللي حصلت على 5 جوائز في حفل واحد وهو حفل جونو أووردز  إضافة إلى حصولها على جائزة أفضل مطربة في حفل جوائز برتس البريطانية ووورلد ميوزك أووردز، كما رشحت أغنيتها بروميسكيوس لجائزة غرامي. سمي الألبوم "Loose" الذي يعني بالعربية «حرة» بشكل عفوي أثناء عملية تسجيل وإعداد الألبوم، ويعتبر قرار تسميته بهذا الاسم قراراً ذكياً، فقد ساعد العنوان على انتشار الألبوم حول العالم. واجه «لووس» عدد من المشاكل منها أنه في 7 يونيو 2006، قبل طرح الألبوم، تم اختيار كريس مارتن ليضيف صوته إلى أغنية أول غود ثينغز (كوم تو أن إند) حيث غنى وصلات مع نيللي في الأغنية ولكن تم استبعاده بطلب منه وبإشعار من شركة EMI الموسيقية. لم تحذف الأغنية من الألبوم بل لا زالت موجودة بصوت نيللي فرتادو وحدها، ولكن تم تسريب النسخة القديمة من الأغنية التي ظهر بها صوت كريس مارتن في شبكة الإنترنت، يذكر أن كريس هو فنان بريطاني. مشكلة أخرى واجهها الألبوم بخصوص الأغنيتين دو إت (Do It) وويت فور يو (Wait For You) حيث تردد أن تمبالاند قام بسرقة الألحان من أغانٍ أخرى الأولى فنلندية والثانية تركية.

## لمحة حول الألبوم

لووس النسخة الأصلية، لووس نسخة الحفلات، لووس النسخة الصيفية، لووس DVD
----
قرص الـدي في دي لم يطرح سوى في ألمانيا كما أنه لم يحو سوى الأغاني المصورة التي تم تصويرها من ألبوم لووس لذلك سمي Mini-DVD.

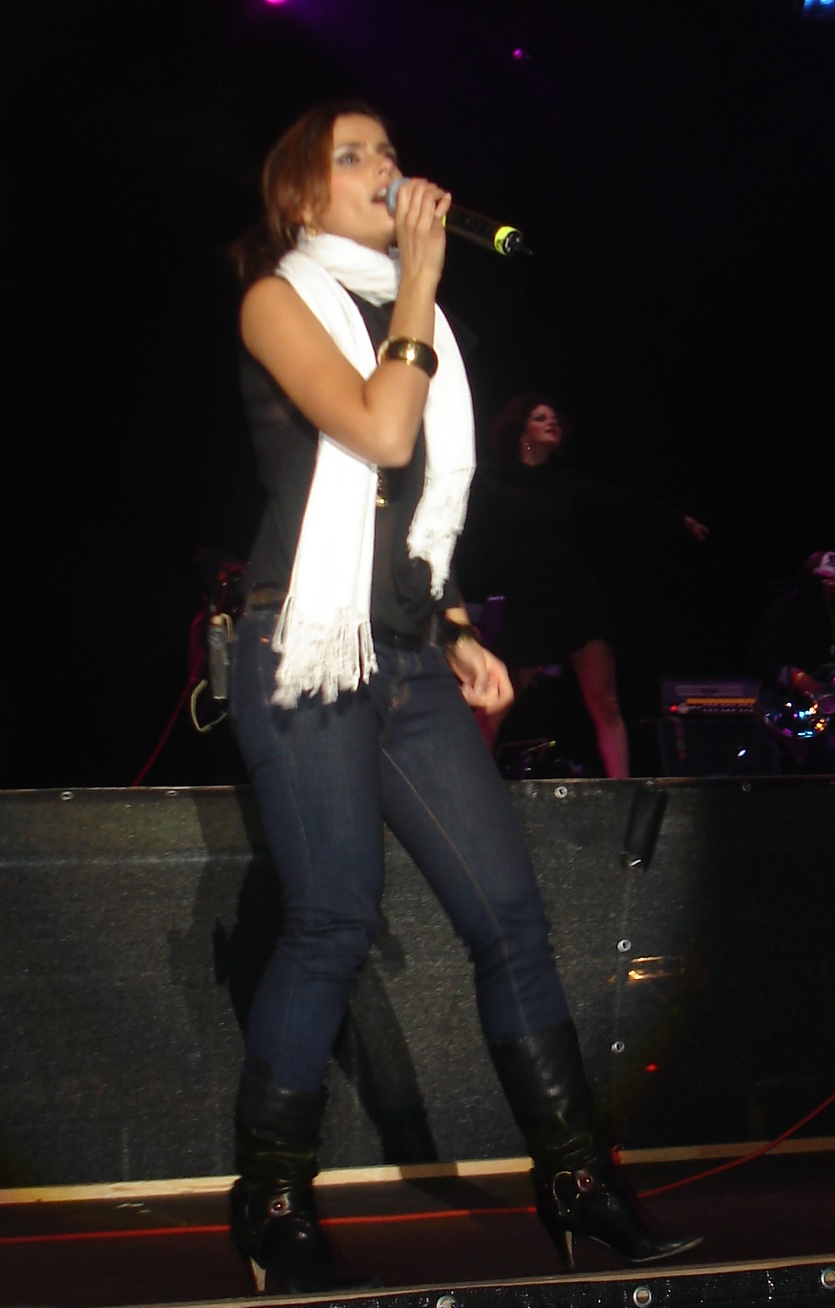
في واحدة من أول الطلات بعد إطلاق الألبوم، فرتادو تروج لألبومها في حفل Rock am Ring في ألمانيا.

صُمم غلاف ألبوم لووس من قبل شركة قرافيلز المتحدة في تعاونهم الثاني مع فرتادو بعد ألبوم فولكلور. تم إعادة طرح الألبوم أكثر من مرة وعلى عدة نسخ، الأولى كانت النسخة الأساسية وغلافها الأحمر، ثم طرح نسخة خاصة بعدها في أسواق Wal-Mart وغلافها كان أزرقاً، بعدها طرحت نسخة خاصة بجولة فرتادو الموسيقية حملت عنوان «نسخة الجولة العالمية المضافة» (بالإنجليزية: International Tour Edition) باللون الأزرق أيضاً وهي عبارة عن قرصين يحتويان على الأغاني الأساسية ذاتها التي احتواها الألبوم الأول ولكن بوجود أغاني أخرى مباشرة من بعض حفلات نيللي فرتادو أو كما يقال بالمصطلح الإنجليزي "Live". النسخة الأخيرة والرابعة كانت خاصة بصيف عام 2007 حملت عنوان لووس (النسخة الصيفية المحدودة) والتي حملت اللون الأصفر. تعاونت فرتادو في ألبوم لووس مع ملحنين عدة كان على رأسهم الملحن الذي صنع نجوميتها «تمبالاند» الذي لحن مع فرتادو معظم أغاني الألبوم إضافة إلى «دانجا» الذي يعد الشريك الأول لتمبالاند في إنتاج وتلحين الموسيقى و«ريك نويلز» الذي لحن وكتب مع فرتادو أغنية إن غود'ز هاندز، بالإضافة إلى ليستر مانديز ونيسان ستيوارت وغيرهم. يُعد الألبوم مزيجا من ألوان موسيقية عدة ولا ينحصر على لون أو نوع موسيقي واحد كما في الألبومات السابقة فأغنية برومسكيوس على نمط الهيب-هوب أما مانإيتر فهي أغنية بوب  وأغنية نو آي وال فهي أغنية ريجيه-تون إسبانية تميل إلى اللون الراقص أما أغنية سي إت رايت فهي أغنية من نوع آر إن بي الذي اشتهر به جستن تيمبرلاك، وبالانتقال إلى أغنية أندركوفر، وهي أغنية لم تصدر ضمن القائمة الرئيسية، فيُلاحظ أن نيللي عادت بها إلى اللون الأصلي الذي عرفت به في بدايتها وهو الروك، ومن ناحية أخرى، جمعت فرتادو ما بين النمط الراقص والحزين والرومانسي كما في أغنية كل الأمور الجيدة وإن غود'ز هاندز وبهذا تكون فرتادو قد أرضت معظم أذواق المستمعين. كانت نيللي مقررة أن تصدر أغانٍ عدة في ألبوم لووس ولكنها تأجلت، فبعضها بيع لمطربين آخرين والبعض الآخر تسرب إلى الإنترنت والبعض الآخر أصدر كـB side على سبيل المثال أغنية "I Am" التي كانت مدرجة ضمن القائمة الرسمية للألبوم ولكنها تسربت قبل إصداره وتم حذفها من القائمة، أغنية أخرى هي ريمكس لأغنية مانإيتر بمشاركة مغني الراب «ليتل واين». وهنالك أيضاً أغنية بعنوان «طفل الجنة» (بالإنجليزية: Heaven Baby) قام بتلحينها الملحن «سكوت ستورش» وباعها لاحقاً إلى المطربة الأمريكية الشابة «بروك هوغان»، وآخر أغنية هي أغنية «نجوم» (بالإنجليزية: Stars) التي لم تصدرها فرتادو ولكنها قامت بغنائها بشكل مباشر في إحدى حفلاتها في جولتها الموسيقية المروجة للألبوم "Get Loose" ومن المتوقع أن يتم إصدارها في الإنترنت بموقع ماي سبيس الخاص بفرتادو، وبالإجمال فإن فرتادو سجلت في الأساس 40 أغنية دفعة واحدة من أجل لووس. أثير جدل كبير في الأوساط الفنية حول ألبوم لووس في يناير 2007 بشأن أغنية Do It، حيث برزت علامات استفهام كبيرة حول مسألة: هل تمبالاند سارق؟! بدأت المشكلة عندما فضح أحد مستخدمي يو تيوب بتاريخ 12 يناير 2007 تمبالاند بأن وضع مقاطع صوتية مشابهة جداً للحن أغنية فرتادو دو إت وذكر أن المقاطع هي من أغنية فنلندية عنوانها "Acid Jazzed Evening" وأنها فائزة بجائزة أكاديمية عام 2000 وبهذا أشيرت أصابع الاتهام إلى تمبالاند الذي دون اسمه كونه ملحن الأغنية. ولم تنتهي المشكلة على ذلك فقط، بل أن ملحن الأغنية الفنلندي المدعو «يان سني» أخذ يصرّح للصحافة تصريحات قوية قائلاً بأن تمبالاند سوف يدفع الثمن وأنه لم يأخذ حقوق اللحن منه كما يدعي «بل سرق اللحن مني». انتهت المشكلة بعد أن رد تمبالاند قائلاً في لقاء معه خلال شهر فبراير من عام 2007، أي بعد قرابة الشهر من المشكلة: «شي مضحك فعلاً إن هذا الملحن يشعرني وكأنني ذهبت إلى منزله وفتحت جهاز الكمبيوتر الخاص به لأسرق لحن أغنيته فعلاً لا أفهم مايحدث!» وبهذا حصل على البراءة من هذا الاتهام. وبعد كل هذه الشوشرة التي حدثت حيال الأغنية، صورت فرتادو الأغنية وضمتها إلى قائمة الأغاني المصورة من ألبوم لووس كما طرحت الأغنية على هيئة ريمكس مختلف عن توزيع الألبوم بمشاركة مطربة الراب الزنجية والتي ذاع صيتها في منتصف التسعينات «ميسي إليوت». بدأت فرتادو الترويج للألبوم في 16 فبراير 2007 في بريطانيا.

### تسويق الألبوم

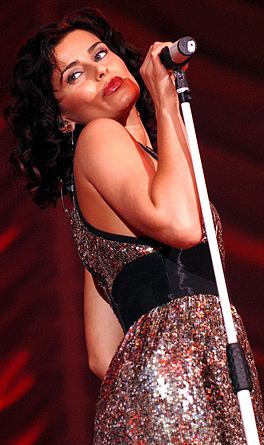
أفضل طريقة لتسويق أي ألبوم هي المشاركة في الحفلات وهنا في قاعة مانشستر حيث يظهر الانسجام أثناء تأدية أحد أغاني الألبوم.

إن ألبوم لووس يعد نقلة نوعية في مسيرة نيللي فرتادو، ليس على الصعيد الفني والجماهيري فقط وإنما حتى في سباقات الأغاني، فيُلاحظ أن حصة فرتادو ازدادت كثيراً بها وزادت نسبة حصولها على المركز الأول على عكس الألبومات السابقة، كما أن المبيعات في تزايد مستمر، فقد حقق ألبوم لووس نسبة مبيعات لما يقارب 7 ملايين نسخة حتى الآن وما يزال يحقق نجاحاً جيداً على الرغم من مرور وقت طويل من إصداره. في كندا، أي بلد فرتادو الأم، بيع من ألبوم لووس 34,000 نسخة في الأسبوع الأول لذلك بعد أن أطلت الأخيرة في برنامج المواهب "Canadian Idol" الذي يعد النسخة الكندية من برنامج سوبر ستار حصل الألبوم على المركز الأول هناك. ثم حصل على المركز الأول مرتين متتاليتين في يناير 2007، وبعدها بقي الألبوم أسابيع في مراكز متقدمة حتى خرج من التصفيات. في نهاية العام 2006 احتل الألبوم المركز الثالث كأفضل ألبوم تجاري وحصل على المركز الأول كأعلى نسبة مبيعات لألبوم من قبل فنانة منفردة. في ذلك الحين بيع من الألبوم 291,700 نسخة وقامت مؤسسة CRIA بتقييمه بثلاثة جوائز بلاتينية في ديسمبر 2006. وفي مايو من نفس العام وصلت مبيعات الألبوم إلى ما يقارب نصف مليون نسخة. احتل الألبوم المركز الأول في أمريكا في قائمة البيلبورد، التي تُعد القائمة الرسمية في الولايات المتحدة، بعد أن وصلت مبيعاته إلى 219,000 في ذلك الحين. حصل الألبوم على جائزة بلاتينية واحدة في الولايات المتحدة من قبل جمعية صناعة التسجيلات الأمريكية. فارق الألبوم المراكز العشرة الأولى في أغسطس 2006 في البيلبورد، ثم عاد مرة أخرى إلى المراكز العشرة في مارس 2007، وباع ما يقارب من مليوني نسخة. أما في المملكة المتحدة فحقق لووس مبيع 33,000 نسخة في الأسبوع الأول من طرحه ولكنه لم يفلح بالوصول إلى المركز الأول هناك، وكان أعلى مركز حصل عليه هو المركز الخامس وذلك في بداية إطلاقه، ولكن في الأسبوع الرابع والثلاثين استطاع لووس تجاوز المركز الذي كان فيه بالسابق والوصول إلى المركز الرابع كأعلى مركز حققه في البلاد. حصل الألبوم على جائزتين بلاتينيتين بعد أن تجاوزت نسبة مبيعاته 800 ألف نسخة في يوليو 2007. أما في أستراليا فقد حصل على جائزتين بلاتينيتين وهي ذات الجائزة التي حصل عليها في بريطانيا، وقد حصل عليها في أستراليا بعد أن بيع منه حوالي 140 ألف نسخة. وكان أعلى مركز وصل له الألبوم في أستراليا هو الرابع كما ورد ذكره في المركز 44 بقائمة ARIA الأسترالية كواحد من أفضل الألبومات مبيعاً هناك. دخل الألبوم السباق في ألمانيا وأوروبا وحصل على المركز الأول عدة مرات، ومن الغريب أن الألبوم بقي في السباق الألماني 63 أسبوعاً في المراكز العشرة الأولى دون أن يتراجع مسجلاً بذلك رقم قياسي كأكثر الألبومات بقاءً في المراكز العشرة الأولى. وعلى الصعيد العالمي حقق لووس تسجيلاً مهماً نهاية العام في موقع "Media Traffic" في المركز الثالث عشر كواحد من أكثر الألبومات مبيعاً بعدد 3.07 مليون نسخة حول العالم في نهاية العام 2006 ثم تقدم إلى المركز الرابع بأربعة ملايين نسخة ونصف في نهاية عام 2007، وتعتبر "Media Traffic" أو قائمة «الرسم البياني المتحد» بأنها قائمة عالمية تسجل المبيعات في أكثر من 65 دولة. بنهاية شهر مارس 2007 كان الألبوم قد حصل على جوائز بلاتينية وذهبية في أكثر من 25 دولة حول العالم.

### الجوائز والترشيحات
فتح ألبوم 'لووس' باب الجوائز والترشيحات لنيللي فرتادو فانهالت عليها الجوائز حيث فازت بـ12 جائزة وترشحت لـ26 أخرى ولكن لم تفز بها. افتتحت فرتادو السنة بجائزة خيار المراهقين (بالإنجليزية: Teen Choice Awards) حيث ترشحت لثلاث جوائز فازت بها جميعاً، الأولى عن فئة أفضل فنانة أما الثانية والثالثة، فقد فازت بها عن أغنية برومسكيوس، وهي جائزتي أفضل أغنية في الصيف وأفضل أغنية آر إن بي وهيب هوب. أكملت فرتادو مشوار الترشيحات بجائزة MTV Video Music Awards عن فئات أفضل فيديو بوب (نوع موسيقي) وأفضل فيديو لفنانة وأفضل فيديو راقص، وكل ذلك لأغنية برومسكيوس، ولكنها لم تفز بأي منها. كان لفرتادو النصيب في جوائز MTV Europe Music Awards حيث ترشحت لـ3 جوائز عن فئة أفضل فنانة وأفضل أغنية إضافة إلى أفضل ألبوم (لووس) ولكن لم يحالفها الحظ أيضاً، وهذا ما حصل مرة أخرى عندما ترشحت لجائزة American Music Awards عن فئة فنانة الروك/بوب المفضلة ولكنها لم تفز أيضاً، إلا أن فرتادو عوضت كل هذه الترشيحات التي لم تفز بها عندما فازت بجائزة World Music Awards التي تعد واحدة من أفضل الجوائز التي أثير الجدل حولها في العالم العربي. فازت فرتادو بجائزة أفضل فنانة بوب/روك وذلك عن ألبومها لووس وغنت أغنيتها الرومانسية أول غود ثينغز (كوم تو أن إند) في حفل توزيع الجوائز وكانت آخر أغاني فرتادو ذلك العام. أكملت فرتادو مسيرة النجاح حيث فازت بجائزة Billboard Music Awards عن أغنية برومسكيوس التي احتلت المركز الأول في أمريكا لمدة 6 أسابيع متتالية وذلك حسب قائمة Billboard الرسمية وبهذا استحقت فرتادو الأغنية. ترشحت فرتادو بعدها لأربعة جوائز في مهرجان Groovevolt Music & Fashion Awards ولكنها لم تفز بأي منها فقد ترشحت عن فئات أغنية العام وأفضل فنانة بوب وأفضل دويتو للعام بالإضافة إلى جائزة أفضل أغنية لم يتم إصدارها، وهي أغنية خائفة (بالإنجليزية: Afraid) التي لم تصدر كأغنية منفردة. أكملت فرتادو بعدها مشوار الجوائز والترشيحات حيث ترشحت لجائزتي NRJ فازت بأحدهما عن فئة الأكثر شهرة عالمياً، تلتها الجائزة الأرقى عالمياً «غرامي» حيث ترشحت أغنيتها برومسكيوس لأفضل تعاون بوب للعام ولكنها خسرتها لصالح أغنية توني بينيت وستيفي وندر المسماة «لمرة واحدة في حياتي» (بالإنجليزية: For Once in My Life). بعدها كان النجاح العظيم لفرتادو عندما فازت بجائزة BRIT Awards وهي أعظم الجوائز الموسيقية البريطانية، متغلبة بذلك على بيونسيه، بينك، كات باور، وكريسيتينا أغليرا، وذلك كأفضل فنانة منفردة عالمية، وبعدها أكملت هذا النجاح العظيم عندما فازت بخمسة جوائز دفعة واحدة، ويُعد هذا أحد أفضل انتصارات فرتادو منذ بدايتها الفنية، وكانت الجوائز عن فئات: اختيار المعجبين للعام، الأغنية المنفردة للعام (برومسكيوس)، ألبوم العام (لووس)، فنانة العام، وأخيراً ألبوم البوب للعام كما أن فرتادو كانت مستضيفة ذلك الحفل وغنت باقة من أغانيها التي طرحتها من ألبوم لووس على شكل ميدلي وهي: أول غود ثينغز (كوم تو أن إند)، سي إت رايت، برومسكيوس، ومانإيتر. حصل بعد هذه الفترة عدة إخفاقات لفرتادو حيث خسرت عدد من الجوائز مثل، MTV Australia Video Music Awards 2007MuchMusic Video Awards ،Teen Choice Award والأخيرة كانت جائزة MTV لتوزيع الجوائز المتعلقة بالفيديو كليب، والغريب أن فرتادو خسرت الجائزة لصالح مطربة فرقة "Black Eyed Peas" في حين أن فرتادو كانت أكثر استحقاقاً لهذه الجائزة، المثير في الحفل الذي أقيم في لاس فيغاس بشهر سبتمبر 2007 أن فرتادو صبغت شعرها باللون الأشقر في واحد من أول الطلات لها بهذا اللون الصارخ والغريب هو أن انتقدها البعض وأيدها البعض وشبهها البعض الآخر بالممثلة والمغنية صاحبة سلسلة فنادق هيلتون «باريس هيلتون».

### النقاد

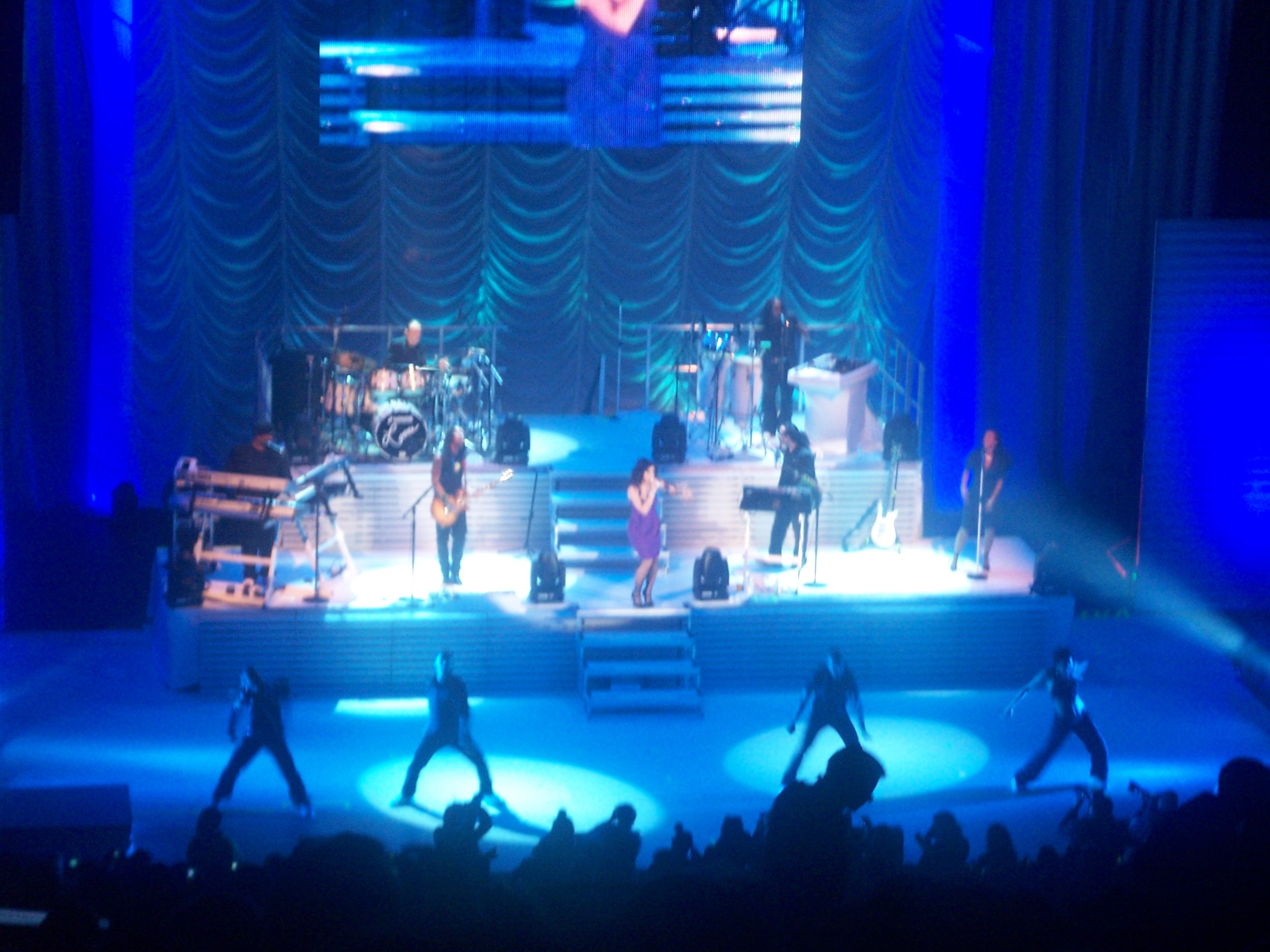
اهتمت فرتادو بناحية الرقص بعد أن انتقدها النقاد في ألبوماتها السابقة بسبب إهمالها هذا الجانب.

حال صدور لووس لم يترك النقاد فرتادو بحالها بل أخذوا يكتبون المقالات المادحة والناقدة للألبوم سواء من الناحية السلبية أو الإيجابية. وإن كانت معظم التقييمات للألبوم جيدة فإنه تبقى بعض الأغاني التي شكلت عثرة في الألبوم. الصحافي ستيفان توماس من موقع «كل الموسيقى» (بالإنجليزية: All Music)، الذي يعد أبرز المواقع لكتابة التقارير والانتقادات، كتب مقالاً جيداً يتحدث عن الألبوم، ومما أتى في التقرير (بما معناه): «إذا كانت فرتادو في عملها الأخير فولكلور من عام 2003 قد اخترقت الفنون الشعبية وأثبتت جدارتها فإنها في عملها لووس قد غيرت مسارها الفني 180 درجة بذكاء وطموح. لقد دونت فرتادو أخطاءها وخرجت بنتيجة جيدة إذ أن ألبومها متصدر 40 قائمة غنائية حول العالم. زاد اهتمام نيللي فرتادو في عملها الأخير في جمهورها، فهي منغمسة في نيل رضاهم. من الواضح أن فرتادو فكرت ملياً قبل إصدار الألبوم في تغيير النوع الموسيقي الذي صنعته في ألبوميها السابقين وا، نيللي! وفولكلور فألقت 3 سنوات وراء ظهرها بهذا العمل الجديد في محتواه، بدت نيللي فرتادو في ألبومها مختلفة كثيراً في عدة نقاط: الوصول للقمة، الاهتمام بجانب الإثارة والاستعداد للرقص على مدرج الرقص. استعارت فرتادو بعضاً من طلتها في هذا الألبوم من غوين ستيفاني وقليلاً من مغني الآر إن بي جستن تيمبرلاك. يُعتبر مسار فرتادو اليوم مستقيم وسليم ومعظم الجمهور أصبح يشعر بالارتياح عند سماع موسيقاها. وتبدو جذور فرتادو البرتغالية محفورة بشكل واضح في الألبوم مع أنها تعاونت مع الملحن "تمبالاند" - الذي يعد واحد من أفضل منتجي الموسيقى في الغرب في الفترة الحالية - حيث يعد هذا التعاون الفني أفضل تعاون في تاريخ الموسيقى الحديثة». فيّمت مجلة رولينغ ستون، إحدى أبرز المجلات الفنية، فيّمت الألبوم بثلاثة نجوم من أصل 5 وكتب الصحافي روب شيفلد عن الألبوم قائلاً: 
| لووس | بينما ميسي إليوت تطهو مع the Neptunes، جاء تمبالاند ليثبت أنه يستطيع صناعة موسيقى بمثابة القنبلة مع فرتادو بأسلوب مشابه لغوين ستيفاني في ألبومها الناجح حب، ملاك، موسيقى، طفل | لووس |

 (وميسي إليوت هي مغنية راب اختفت في السنين الأخيرة أما the Neptunes فهو فريق تلحين، والقصد أن فرتادو وتمبالاند تفوقا على ميسي إليوت وفريق التلحين الذي لحن لها أغانٍ في التسعينات). أنهى روب المقالة قائلاً أنه بهذا المقال يمتدح الألبوم بحق. لم تكتفي المجلة بهذا المقال بل تركت المجال مفتوحاً للقرّاء لإبداء آراءهم فجمعت المجلة 16 مقالاً بين إعجاب وغيره. كتب أحدهم قائلاً: «نيللي فرتادو وتمبرلاند (يبدو أنه خلط بين اسم تمبالاند وجستن تمبرلك فهما متقاربين بعض الشيء، الاسم الحقيقي هو تمبالاند وهنا الكاتب أخطأ) كوّنا فريقاً عظيماً في الألبوم والافتتاح بالأغنيتين الرائعتين "برومسكيوس" و"خوف" في قائمة الألبوم يُظهر ذلك جلياً، النقطة المهمة في الألبوم هي بالتأكيد النسخة الجديدة من أغنية "مانإيتر" (الاسم "مانإيتر" استعارته فرتادو من أغنية روك قديمة أصدرت في الثمانينات). الأغنية التي أعجبتني في الألبوم والتي أعتقد أنها جيدة للاستماع بالفعل هي "بحثت عنك" إضافة إلى أغنية أخرى بعنوان "خوف"، إنها فعلاً أغنية جميلة. حقيقةً نيللي فرتادو لديها قدرة هائلة على الغناء ولكنها لم تظهرها سابقاً». قارئ آخر كتب مقالاً جيداً قائلاً: «الألبوم حقاً جيد وأعتقد أن فرتادو تستطيع الانتقال بين أنواع موسيقية عديدة فقد غيرت قواعد اللعبة في الألبوم بشكل واضح كما أنني مندهش لمدى التغيير الواضح بين كل ألبوم والآخر فألبوماتها الثلاثة "وا، نيللي!"، "فولكلور، وأخيراً "لوس" مختلفة عن بعضها. إن الناس يقارنون فرتادو بنفسها ويدعون أنها لا تغير في موسيقاها فتستمع فرتادو لحديثهم وتطبقه. أنا آسف لما سأقول ولكن هل نحن نبحث عن الفتاة الرتيبة التي تفعل مايمليه عليها الناس هكذا؟ أستطيع ذكر مليون أميرة بوب تفعل ذلك». ثم أخذ يذكر بعض أغاني الألبوم واصفاً إياها إما أنها جميلة أو جيدة أو عظيمة. في مجلة أخرى مهمة هي "Slant"، وهي مجلة أخرى من أبرز المجلات التي قيمت الألبوم بـ3 نجمات ونصف من أصل 5، افتتح الكاتب «جوزيف كييف» مقالته حول الألبوم مادحاً ألبوم فرتادو السابق فولكلور وخاصة الأغنية الافتتاحية بعنوان "One-Trick Pony" متحدثاً عن سبب فشل ذلك الألبوم قائلاً أن أغنية بيونسيه «غارقة في الحب بجنون» (بالإنجليزية: Crazy In Love) كانت عثرة أمام فرتادو صيف عام 2004 تعيقها من ترويج الألبوم. الاسم الأكثر ظهوراً والذي يعود له الفضل في نجاح الألبوم هو تمبالاند الذي استرد أهميته وتألقه من جديد في هذا الألبوم على ما يبدو، كما أن كلمات الأغاني التي كتبتها فرتادو زادت الألحان تألقاً وأعطتها قوة. ثم أخذ يتحدث عن نمط بعض الأغاني في الألبوم ومما يلفت النظر في المقال الجزء الذي يتحدث عن أغنية إن غود'ز هاندز وأول غود ثينغز (كوم تو أن إند) حيث أثنى على فرتادو اختيارها هذا النمط الجديد بالنسبة لها حيث أنه مختلف عن بقية ألبوماتها وا، نيللي! وفولكلور.

#### قائمة التقديرات
| الرقم | الناقد          | التقدير | الموقع |
| ----- | --------------- | ------- | ------ |
| 1     | All Music Guide |         | هنا    |
| 2     | Rolling Stone   |         | هنا    |
| 3     | Dot Music       |         | هنا    |
| 4     | The Guardian    |         | هنا    |

### نسخة لووس الصيفية
نسخة لووس الصيفية (بالإنجليزية: Loose Limited Summer Edition) هي نسخة خاصة من ألبوم لووس تم إصدارها في يوليو 2007. تردد في الأوساط الفنية، بنهاية عام 2006، أن نيللي فرتادو كانت في المرحلة النهائية من تسجيل ألبوم تردد أن اسمه كونوزكيم وأنه يعد الألبوم الإسباني الأول لفرتادو حيث أنُتقدت انتقادات لاذعة من قبل الصحافة حول هذا القرار بسب اتهامها بتقليد جنيفر لوبيز التي سبقتها وطرحت ألبوم إسباني كامل بعنوان "Como Ama una Mujer" في عام 2007  ولكن يبدو أن هذا المشروع تأجل أو أنه تحول إلى مشروع آخر مغاير جداً عن هذه الفكرة حيث أن نيللي قررت إصدار نسخة جديدة خاصة من الألبوم السابق «لووس»، أطلقت عليها اسم «نسخة لووس الصيفية» حيث قامت بترجمة أغاني ناجحة لها من ألبوماتها السابقة هي أحاول وأول غود ثينغز (كوم تو أن إند) وإن غود'ز هاندز وبحثت عنك إلى اللغة الإسبانية. يذكر أن الشركة ذاتها التي أنتجت ألبومها لووس (جيفان/موسلي) كانت نفسها التي أنتجت هذه النسخة. في الخامس والعشرين من إبريل 2007 تسربت الأغنية الإسبانية الأولى من الألبوم أول غود ثينغز (كوم تو أن إند)، التي تعد من أكثر الأغاني رواجاً من ألبوم لووس، ولذلك قررت نيللي ترجمتها إلى الإسبانية دون غيرها من الأغاني. لم تكتفي فرتادو فقط بالألبوم الصيفي إنما قامت بطرح دي في دي يحتوي على بعض الأغاني المصورة لفرتادو، لذلك أطلق عليه البعض اسم «الدي في دي المصغّر»، حيث توقعوا أن يحتوي هذا التسجيل على جميع الأغاني المصورة لنيللي، ولكنه في الحقيقة لم يكن يحتوي سوى على أغاني مصورة قليلة. أُصدرت النسخة في ألمانيا فقط ولم تصدر في دول أخرى.

#### الأغاني المضافة
| # | الأغنية                         | المدة |
| - | ------------------------------- | ----- |
| 1 | Te Busqué Spanish version       | 3:38  |
| 2 | Lo Bueno Siempre Tiene Un Final | 4:28  |
| 3 | En Las Manos de Dios            | 4:54  |
| 4 | Dar                             | 4:39  |

#### الأغاني المصورة
هذه قائمة الأغاني المصورة في قرص الدي في دي.
| # | الأغنية                       | المدة |
| - | ----------------------------- | ----- |
| 1 | بين يدي الرب                  | 4:11  |
| 2 | مانإيتر                       | 5:08  |
| 3 | أول غود ثينغز (كوم تو أن إند) | 3:48  |
| 4 | برومسكيوس                     | 4:02  |
| 5 | سي إت رايت                    | 4:03  |

### منفذي العمل
تعاونت فرتادو في عملها الثالث مع العديد من الملحنين والكتّأب الذين لم يسبق لها التعامل معهم خاصة بعد التقائها بالملحن والمغني والمنتج تمبالاند الذي أسس شركة إنتاج بأكملها تحت اسم "Mosley Music Group"، وكرسها لإنتاج هذا الألبوم. اقتصر تعامل نيللي فرتادو في عملها الأول والثاني (وا، نيللي! وفولكلور) على قلة من الملحنين والكتّأب، أبرزهم: تراك آند فيلد، جون ليفين، ليتل جاز وجاك مورلنباوم. لم تتعاون فرتادو مع أي من هؤلاء الملحنين في لووس، وربما كان هذا السبب في النجاح السريع والهائل للألبوم عامي 2006 و2007. قامت فرتادو بتسجيل أغاني الألبوم في استديوهات عدة في الولايات المتحدة الأمريكية وفي كندا مسقط رأسها، وبذلك فإنها لم تقتصر على استديو واحد، ومن أهم الاستديوهات التي تم تسجيل الألبوم بها: «مصنع الأغاني الضاربة» (بالإنجليزية: The Hit Factory) و«كيوب جام» في ميامي، «مبنى البرودة» (بالإنجليزية: The Chill Building) في سانتا مونيكا، كاليفورنيا، «استديوهات هنسون» و«استديوهات كابيتال» في هوليوود، كاليفورنيا، وأخيراً «استراحة البرتقال» (بالإنجليزية: The Orange Lounge) في تورنتو بكندا، وقد قام كل من الملحنين تمبالاند وشريكه «دانجا» بتلحين 10 أغان من أصل 11 أغنية، وظهر ملحن آخر بالألبوم لأول مرة هو «ليستر مانديز»، وهو الملحن ذاته الذي لحّن الأغنية الضاربة الشهيرة "La Tortura" للمغنية الكولمبية شاكيرا، التي غنتها بمشاركة الإسباني أليخاندرو سانز. الأغنية التي لحنها هذا الملحن لفرتادو هي بحثت عنك، التي غنتها باللغتين الإسبانية والإنجليزية وشاركها بها المطرب اللاتيني «يوانس» بعد نجاحه مع فرتادو في الأغنية الثنائية "Fotografía" من ألبومه الحاصل على جائزة غرامي اللاتينية "Un Día Normal". هذه قائمة بمنفذي عمل لووس من ملحنين وكتّأب:
| # | الملحن:       |
| - | ------------- |
| 1 | ثوم بانانزيو  |
| 2 | تمبالاند      |
| 3 | نيللي فرتادو  |
| 4 | Danja         |
| 5 | نيسان ستيوارت |
| 6 | ليستر مانديز  |
| 7 | ريك نولز      |

| # | الشاعر        |
| - | ------------- |
| 1 | نيللي فرتادو  |
| 2 | تمبالاند      |
| 3 | نايت هيلز     |
| 4 | ريك نولز      |
| 5 | نيسان ستيوارت |
| 6 | ليستر مانديز  |
| 7 | ريك نولز      |

### مبيعات الألبوم
| الدولة/المحيط/الولاية/الإتحاد | المبيعات  |
| ----------------------------- | --------- |
| العالم                        | 7,020,000 |
| الاتحاد الأوروبي              | 2,000,000 |
| الولايات المتحدة              | 1,919,699 |
| ألمانيا                       | 800,000   |
| المملكة المتحدة               | 827,000   |
| كندا                          | 500,000   |
| فرنسا                         | 155,200   |
| روسيا                         | 150,000   |
| أستراليا                      | 140,000   |
| سويسرا                        | 120,000   |

| الدولة/المحيط/الولاية/الإتحاد | المبيعات |
| ----------------------------- | -------- |
| إيطاليا                       | 80,000   |
| النمسا                        | 60,000   |
| المكسيك                       | 50,000   |
| بلجيكا                        | 50,000   |
| جنوب إفريقيا                  | 50,000   |
| أيرلندا                       | 45,000   |
| البرتغال                      | 40,000   |
| الدنمارك                      | 30,000   |
| نيوزيلندا                     | 30,000   |
| السويد                        | 30,000   |

### مراكز الألبوم في السباقات
دخل ألبوم لووس عدة سباقات عالمية وحصل على مراكز متقدمة في معظمها وحقق نجاحا هائلا بحصوله على المركز الأول في الولايات المتحدة الأمريكية بعد أسبوع من دخوله السباق ليكون أول ألبومات فرتادو التي تحصل على المركز الأول في أكبر الدول في الوقت الراهن.
| - أستراليا : المركز 4 - النمسا : المركز 1 - بلجيكا : المركز 1 - كندا : المركز 1 - الدنمارك : المركز 4 - هولندا : المركز 2 - فرنسا : المركز 5 - ألمانيا : المركز 1 - أيرلندا : المركز 2 - إيطاليا : المركز 3 | - نيوزيلندا : المركز 1 - البرتغال : المركز 3 - إسبانيا : المركز 16 - العالم : المركز 1 - الولايات المتحدة : المركز 1 - السويد : المركز 6 - المكسيك سباق الألبومات العالمية: المركز 5 - المكسيك : المركز 5 - المملكة المتحدة : المركز 4 - اليابان : المركز 45 - تايوان : المركز 5 |

## الأغاني المنفردة

### نظرة حول الأغاني
طُرح من ألبوم لووس 9 أغاني منفردة منها 3 أغنيات لاتينية، وقد صوّر جميع هذه الأغاني ماعدا واحدة بعنوان بحثت عنك أو "Te Busqué" وهي أغنية إسبانية بمشاركة المطرب الاتيني «يوانس»، وهذا تعاون آخر بعد الأغنية الحاصلة على جائزة غرامي لأفضل تصوير فوتوغرافي. تفوّق ألبوم لووس على جميع الألبومات السابقة في عدد الأغاني المنفردة، ففي ألبوم وا، نيللي! لم تطرح فرتادو سوى 6 أغان أما في ألبومها الثاني بعنوان فولكلور فقد طرحت 5 فقط ويرجع هذا إلى انشغالها بولادة ابنتها «نيفيس». صدر من الألبوم سلسلة من أفضل الأغاني التي طرحتها نيللي فرتادو في مسيرتها الفنية على الإطلاق وذلك بظل غياب فناني بوب كثر اختفوا عن الساحة كبريتني سبيرز وكرستينا أغليرا التي طرحت ألبوماً دون المستوى مما سهل على نيللي اقتحام الساحة الفنية بسهولة بألبوم لووس الذي كان بمثابة تجديدا كليّا لها بعد تعاونها مع تمبالاند الملحن الموسيقي الذي ذاع صيته في الفترة الأخيرة. الأغاني المنفردة التي طرحتها فرتادو والتي سوف يلقى عليها الضوء أدناه هي بالترتيب: نو آي وال (أغنية باللغة الإسبانية)، برومسكيوس (الأغنية الأكثر نجاحاً في الولايات المتحدة الأمريكية)، مانإيتر (أول أغنية حصلت على المركز الأول في المملكة المتحدة)، بحثت عنك (أغنية خليط ما بين الإسبانية والإنجليزية)، سي إت رايت (الأغنية الأكثر نجاحاً على الإطلاق من الألبوم على مستوى العالم عام 2007 حسب بعض الإحصائيات)، أول غود ثينغز (كوم تو أن إند) (أغنية إنجليزية تم ترجمتها إلى الإسبانية)، إن غود'ز هاندز (الكليب من إخراج نجل المطرب الشهير عضو فرقة البيتلز بوب ديلان)، دو إت (تردد أن لحن الأغنية مسروق من أغنية فنلندية)، وأخيراً تردد أنه سيتم طرح النسخة الإسبانية من أغنية إن غود'ز هاندز.

### نو آي وال

غلاف نو آي وال.

"No Hay Igual" هو اسم الأغنية بالإسبانية الذي يعني «نو آي وال». هي أول أغنية منفردة من لووس من كلمات نيللي فرتادو، وبمساعدة كل من تمبالاند، دانجا، ونيسان ستيوارت، على الكتابة، من ألحان تمبالاند ودانجا ونيسان. طُرحت الأغنية كثاني أغنية منفردة في أمريكا اللاتينية وأصدرت في الأسواق الرقمية الأمريكية بتاريخ 18 أبريل 2006. تعتبر نو آي وال أول أغاني ألبوم لووس استخداماً في الملاهي الليلية. تم تصوير الفيديو كليب الخاص بالأغنية المنفردة بتاريخ 26 يونيو من عام 2006 في بورتو ريكو التابعة للولايات المتحدة الأمريكية. شارك فرتادو في الفيديو كليب المغني البورتوريكي «رينيه بيريز»، الذي يعرف باسم «رازيدنت»، وهو أحد أعضاء فرقة كالي 13. قال بيريز أن هذا الديو مع مطربة مثل نيللي فرتادو أعطاهما الفرصة ليقتحما عالم النجاح في دول الاتحاد الأوربي وهذا هو الهدف الذي يسعيان لتحقيقه خاصة أن فرتادو ذات جذور برتغالية. تم إخراج الفيديو كليب بواسطة المخرجين «إسرائيل ليوغو» و«غابرييل كوس» اللذان أخرجا أيضاً أغنية أول غود ثينغز (كوم تو أن إند) في ثاني تجربة مع فرتادو. أما الصور الفوتوغرافية فالتقطت بواسطة سونل فالزكز ومن إنتاج ماريا إستادس. لم تحقق الأغنية نجاحاً جيداً من ناحية السباقات والمبيعات حيث أن أعلى مركز وصلته هو السابع في سباق الأغاني المنفردة الخاص بالتشيلي  أما في كولمبيا فقد حصلت على المركز 23 والغريب أنها دخلت السباق الياباني بالمركز 68 من أصل 100 أغنية في طوكيو. تم الاستعانة بأحد الصور الترويجية للألبوم لووس، في الغلاف الخاص بالأغنية المنفردة، وكُتب عليه باللون الأبيض عبارة "Produced by Timbaland" والتي تعني «من ألحان تمبالاند» لإثبات وجوده، وتبدو فرتادو في الغلاف مرتدية ملابس سوداء وخلفها خلفية استديو.

### برومسكيوس

غلاف برومسكيوس.

أغنية برومسكيوس هي أغنية راب يختلط به بوب وهي أغنية ثنائية مع الزنجي صديق فرتادو في ألبومها لووس «تمبالاند». تم طرح الأغنية في منتصف عام 2006 وذلك بعد أن تسربت في بداية العام ذاته. رُشحت الأغنية لجائزة «غرامي» عن فئة أفضل صوت وثنائي بوب وفازت بجائزة «جونو» عن فئة أغنية العام. كتبت مجلة «رولينغ ستون» تقريرا جيدا حول الأغنية، حيث كتب الصحافي «روب شفيلد» مقالاً ممتدحاً فيه الأغنية باعتبارها أهم أغاني ألبوم لووس. عُرضت الأغنية المصورة لأول مرة في كندا من خلال برنامج "MuchOnDemand" الذي تعرضه المحطة الكندية الموسيقية المعروفة "MuchMusic" التي تم بثها كنسخة عربية في الشرق الأوسط. كانت الأغنية أول ما كتبت فرتادو بمشاركة الرفيق الأساسي في عملها لووس «تمبالاند» و«آتتيود»، وتتناول الكلمات مسائل جنسية بين نيللي وتمبالاند. تم تصوير الكليب تحت إشراف المخرج الزنجي «ليتل أكس» نهاية عام 2005 وتسربت 30 ثانية منه إلى الإنترنت، وتعتبر هذه الأغنية المصورة هي أول تعامل بين نيللي والمخرج ليتيل إكس. عندما عرضت الأغنية لأول مرة في قناة "MuchMusic"، تم بث لقاء مع فرتادو حيث تكلمت عن ألبومها وعن الأغنية. أما في قناة "MTV" فقد عُرض الكليب لأول مرة بتاريخ 3 مايو 2006. دخلت الأغنية سباق البيلبورد في الولايات المتحدة الأمريكية بترتيب 64 كأعلى مركز ذلك الأسبوع واستمرت في التقدم حتى أصبحت أول أغنية تحصل المركز الأول لفرتادو في أمريكا لمدة 6 أسابيع متتالية ابتداءً من تاريخ 8 يوليو 2006. وتجدر الإشارة إلى تفاصيل غلاف الأغنية المنفردة حيث تظهر فرتادو بطلة بسيطة بملابس زرقاء اللون وتبدو مبتلة، كما كتب بخط أزرق على طريقة التقنية ثلاثية الأبعاد اسم الأغنية إضافة إلى العبارة "Featuring Timbaland" التي تعني بالعربية «بمشاركة تمبالاند»، والتي كتبت باللون الأبيض.

### مانإيتر

غلاف مانإيتر.

أغنية مانإيتر عبارة عن أغنية بوب من كلمات نيللي فرتادو وتمبالاند وجيم بينز ودانجا، وتم تلحينها بواسطة تمبالاند ودانجا الذين اشتقاها من أغانٍ قديمة تم طرحها في الثمانينات من قبل فرقتي «يوريتميكس» و«هول وأوتس»، حيث أن كلاهما لديهما أغنية بعنوان مانإيتر، بمعنى «آكل البشر» (بالإنجليزية: Maneater). تم طرح الأغنية كأول أغنية منفردة من ألبوم لووس في دول معينة في آسيا، أوروبا، وأمريكا اللاتينية، في شهر مايو من عام 2006. أصبحت أغنية مانإيتر واحدة من أفضل أغاني فرتادو محتلة بذلك المراكز الأولى في دول كثيرة مهمة على رأسها بولندا والمملكة المتحدة إضافة إلى البرتغال وجنوب أفريقيا، وحصلت على مراكز متقدمة في المراكز العشرة الأوائل في دول عديدة من دول الاتحاد الأوربي. تم إصدار الأغنية كثاني أغنية منفردة في أستراليا، التي حصلت بها على المركز الثالث، وفي أمريكا الشمالية، التي حصلت بها على مراكز متقدمة في سباقات الـClub ولكنها لم تكن بمثابة أغنية تجارية كسابقتها برومسكيوس، التي كان لها نجاح جيد في الولايات المتحدة الأمريكية. كانت أغنية مانإيتر أول الأغاني التي سجلتها فرتادو مع تمبالاند في استديو «مصنع معايير الأغنية الضاربة» (بالإنجليزية: Hit Factory Criteria) الواقع في ميامي، فلوريدا، حيث أعجبت نيللي بالطاقة الفنية لدى تمبالاند إيذاناً بإكمال عمل جيد في ألبومها لووس. تم ترشيح الأغنية لأكثر من جائزة عام 2006 مثل «جائزة الموسيقى لقناة أم تي في الأوروبية» (بالإنجليزية: MTV Europe Music Award) عن فئة أفضل أغنية و«جائزة أن آر جي» (بالإنجليزية: NRJ Award) عن أفضل أغنية عالمية. تم الاستعانة بأحد الصور الترويجية للووس في غلاف الألبوم، حيث تبدو فرتادو بملابس بيضاء ونظرات غريبة، وهي تمدّ يديها لشيء ما، وقد كتب اسم نيللي فرتادو بالخط ذاته الذي تستخدمه في معظم ألبوماتها.

### سي إت رايت

غلاف سي إت رايت.

"Say It Right" (بالعربية: قلها بحق) أغنية بوب/آر إن بي أصدرت كواحدة من الأغاني المنفردة المرافقة للألبوم وتمت إذاعتها في الراديو الأمريكي بتاريخ 31 أكتوبر 2006، وتعد الأغنية المنفردة الثالثة لفرتادو من الألبوم الثالث في أمريكا الشمالية وأستراليا بعد برومسكيوس ومانإيتر. سي إت رايت هي أكثر الأغاني نجاحاً لنيللي فرتادو في الشرق الأوسط، وأكبر برهان على ذلك أنها عرضت دون غيرها في قنوات عربية كثيرة على رأسها ميلودي ونغم التابعة للفضائية اللبنانية. كانت بداية صنع الأغنية في تمام الساعة الرابعة صباحاً، في الوقت الذي كانت فيه نيللي وتمبالاند يستمعان إلى فرقة يو تو الإيرلندية، التي تعتبر واحدة من الفرق المفضلة لدى نيللي فرتادو، وبذلك ألهمتهم الفرقة على كتابة الأغنية. الأغنية من أشعار نيللي فرتادو بمساعدة الملحن تمبالاند ودانجا اللذان ساعدا فرتادو في الكتابة. في فبراير 2007 حصلت الأغنية على المركز الأول في أمريكا بقائمتها الرسمية، لتكون بذلك ثاني أغنية تحتل هذا المركز في البلاد بعد أغنية برومسكيوس التي حصلت على هذا المركز طيلة 6 أسابيع متتالية. صدرت الأغنية كرابع أغنية منفردة في أوروبا وآسيا، فمن المعروف أن ترتيب طرح الأغاني المنفردة يختلف بين الدول. طُرحت الأغنية في المملكة المتحدة متأخرة نوعاً ما بتاريخ 5 مارس 2007، وذلك للتحميل فقط وليس للبيع كقرص موسيقي. كتبت فرتادو الأغنية في الاستديو، كما باقي أغاني ألبوم لووس، وكان طاقم العمل قد قال بأنها سوف تكتب أغنية عظيمة. تم اشتقاق الغلاف من أحد طلات الأغنية المصورة حيث تظهر فرتادو بطلة هادئة وشعر مرول، كما كتب اسم الأغنية مزخرفاً حول العنوان.

### إن غود'ز هاندز

غلاف إن غود'ز هاندز.

أول أغنية حزينة تصدر كأغنية منفردة من الألبوم. اسمها بالإنجليزية In God's Hands أي «بين يديّ الرب». كتبتها فرتادو ولحنتها مع الشاعر والملحن «ريك نولز»، وهي تتحدث فيها عما حصل لها مع حبيبها السابق «جاسبر غاهوينا»، وقالت فرتادو بخصوص الأغنية أنها سلكت الطريق الصحيح في موجة البوب الحزين. طُرح من هذه الأغنية المنفردة أكثر من نسخة، أولها نسخة الألبوم ومدتها 4:12 أما النسخة الخاصة بالراديو فهي قصيرة نوعاً ما (3:58). طُرحت الأغنية في ألبوم لووس (النسخة الصيفية المحدودة) بنسخة إسبانية بعنوان En las" Manos de Dios" حيث أن الأغنية الأصلية باللغة الإنجليزية. طرحت فرتادو الأغنية المصورة الخاصة بأغنية «إن غود'ز هاندز» قبل طرح الألبوم الخاص بالأغنية المنفردة بحوالي شهرين، حيث طرح الكليب في شهر يونيو 2007، أي بعد غياب حوالي 6 شهور بعد أغنية سي إت رايت وأول غود ثينغز (كوم تو أن إند)، حيث تم طرحهما في نهاية العام 2006. كان تسويق الأغنية بطيئا جداً حيث أنها في الشهر الأول من طرحها لم تقيّم في أي دولة سوى كرواتيا، لاتفيا، بولندا، لتوانيا، إستونيا، ولبنان، ومن الملاحظ أنها دول عادية ليست تجارية كالولايات المتحدة أو بريطانيا. قامت نيللي فرتادو في التاسع من مايو 2006 بتصوير الأغنية تحت إدارة المخرج الأمريكي «جيسس ديلان» نجل مغني الروك الأمريكي بوب ديلان. تم التصوير في مدينة لوس أنجلوس بولاية كاليفورنيا، واستغرق ساعات قليلة بين الخامسة والسابعة صباحاً خلال طقس بارد. تم الاستعانة بأحد الصور الحديثة بشعر مجعد ولون عاجي في غلاف الأغنية، كما تم حصر اسم فرتادو بين خطين مزخرفين.

### أول غود ثينغز (كوم تو أن إند)

غلاف أول غود ثينغز (كوم تو أن إند).

أغنية «أول غود ثينغز (كوم تو أن إند)» (بالإنجليزية: All Good Things Come to an End) بمعنى «لا شيء جميل يدوم إلى الأبد»، أغنية تُصنّف على أنها بوب، وهي من كلمات نيللي فرتادو، تمبالاند، دانجا، وكريس مارتن، وتمّ تلحينها بواسطة تمبالاند ودانجا، وأصدرت كثالث أغنية منفردة من ألبوم لووس في الاتحاد الأوروبي بشهر نوفمبر من عام 2006، أما في الولايات المتحدة الأمريكية فأصدرت كرابع أغنية منفردة. قررت فرتادو أداء هذه الأغنية في وقت متأخر، قرب نهاية تسجيل الألبوم، ذلك أنه في عام 2005 وتحديداً في حفل جوائز فيدو كليبات الموسيقى للأم تي في (بالإنجليزية: MTV Video Music Awards)، والذي أجري في مدينة ميامي في ولاية فلوريدا في شهر أغسطس، التقت فرتادو بصديقها القديم «كريس مارتن» الذي كان يغني في السابق مع فرقة «كولدبلاي»، وأخبرته أنها تعمل على إصدار ألبوم جديد مع الملحن تمبالاند، فأجاب مارتن أنه أحب أعمال تمبالاند واستأذن إن كان يستطيع زيارة الاستديو مع فرتادو. وكان تمبالاند قد استمع إلى ألبوم X&Y الذي تمّ إصداره في عام 2005، وهو ألبوم خاص بمارتن وفرقته، وأعجب به، فأذن لمارتن بالعمل في الألبوم في الأسبوع الذي تلى هذا الحدث. قبلت فرتادو هذا الأمر ودعت مارتن للمجيء إلى استديو «مصنع الأغاني الضاربة» (بالإنجليزية: The Hit Factory) في الليلة التالية. تم الاستعانة بصورة هادئة مناسبة لأجواء الأغنية في الغلاف.

### إصدار الأغاني حسب البلدان
| - «برومسكيوس» - «مانإيتر» - «سي إت رايت» - «أول غود ثينغز (كوم تو أن إند)» - «دو إت» - «إن غود'ز هاندز» - «نو آي وال» (نسخة كلوب) - «برومسكيوس» - «مانإيتر» - «سي إت رايت» - «أول غود ثينغز (كوم تو أن إند)» - «دو إت» - «مانإيتر» - «برومسكيوس» - «أول غود ثينغز (كوم تو أن إند)» - «سي إت رايت» - «إن غود'ز هاندز» | - «مانإيتر» - «نو آي وال» - «برومسكيوس» - «بحثت عنك» - «سي إت رايت» - «أول غود ثينغز (كوم تو أن إند)» - «إن غود'ز هاندز» (النسخة الإسبانية) - «مانإيتر» - «برومسكيوس» - «أول غود ثينغز (كوم تو أن إند)» - «سي إت رايت» - «دو إت» - «مانإيتر» - «نو آي وال» (بمشاركة كول 13) - «بحثت عنك» (راديو فقط) - «برومسكيوس» - «سي إت رايت» - «أول غود ثينغز (كوم تو أن إند)» - «إن غود'ز هاندز» (النسخة الإسبانية) | - «مانإيتر» - «برومسكيوس» - «أول غود ثينغز (كوم تو أن إند)» - «سي إت رايت» - «بحثت عنك» - «دو إت» - «إن غود'ز هاندز» - «مانإيتر» - «بحثت عنك» - «أول غود ثينغز (كوم تو أن إند)» - «سي إت رايت» - «مانإيتر» (بمشاركة دا واسل) - «مانإيتر» - «أول غود ثينغز (كوم تو أن إند)» - «سي إت رايت» - «بحثت عنك» - «إن غود'ز هاندز» - «دو إت» |

## قائمة الأغاني

### القائمة الرئيسية
| الرقم | الأغنية           | الكاتب                                   | المدة |
| ----- | ----------------- | ---------------------------------------- | ----- |
| 1     | "Afraid"          | فرتادو / أتيود / دانجا / تمبالاند        | 3:35  |
| 2     | "Maneater"        | فرتادو / أتيود / دانجا / تمبالاند        | 4:18  |
| 3     | "Promiscuous"     | فرتادو / أتيود / دانجا / تمبالاند        | 4:02  |
| 4     | "Glow"            | فرتادو / نيسان ستوارت / دانجا / تمبالاند | 4:02  |
| 5     | "Showtime"        | فرتادو / دانجا                           | 4:04  |
| 6     | "No Hay Igual"    | فرتادو / ستوارت / دانجا / تمبالاند       | 3:35  |
| 7     | "Te Busqué"       | فرتادو / جينوس / ليستر ميندز             | 3:38  |
| 8     | "Say It Right"    | فرتادو / دانجا / تمبالاند                | 3:43  |
| 9     | "Do It"           | فرتادو / ستوارت / تمبالاند               | 3:41  |
| 10    | "In God's Hands"  | فرتادو / ريك نولز                        | 4:12  |
| 11    | "Wait For You"    | فرتادو / دانجا / تمبالاند                | 5:11  |
| 12    | "All Good Things" | فرتادو / دانجا / كريس مارتن / تمبالاند   | 5:11  |

### الأغاني المضافة
| الرقم | الأغنية             | الدول                                   | المدة |
| ----- | ------------------- | --------------------------------------- | ----- |
| 1     | "What I Wanted"     | اليابان / فرنسا                         | 3:37  |
| 2     | "Let My Hair Down"  | إيرلندا / اليابان / بريطانيا            | 3:38  |
| 3     | "Somebody to Love"  | جنوب أفريقيا / أستراليا / آسيا / أوروبا | 4:56  |
| 4     | "Undercover"        | iTunes                                  | 3:56  |
| 5     | "Runaway"           | Target Stores                           | 4:14  |
| 6     | "Maneater remix"    | البرتغال                                | 3:32  |
| 7     | "Te Busqué Spanish" | كندا / أمريكا / أمريكا اللاتينية        | 3:38  |

ملاحظة: إن الأغاني المضافة هي عبارة عن أغاني إضافية تضاف إلى الألبوم في دول معينة بحيث يكون إلى كل دولة قائمة أغاني خاصة.

### الأغاني المنفردة
| العام | الأغنية   | ألبوم |
| ----- | --------- | ----- |
| 2006  | برومسكيوس | لووس  |
| 2006  | مانإيتر   | لووس  |
| 2006  | بحثت عنك  | لووس  |
| 2006  | نو آي وال | لووس  |

| العام | الأغنية                | ألبوم |
| ----- | ---------------------- | ----- |
| 2006  | سي إت رايت             | لووس  |
| 2006  | كل الأمور الجيدة تنتهي | لووس  |
| 2007  | إن غود'ز هاندز         | لووس  |
| 2007  | دو إت                  | لووس  |

## جولة الألبوم
خلال الترويج للألبوم، أدت فرتادو في كثير من الحفلات أغانيها التي صاغتها بنفسها مع محلنين آخرين. أدت نيللي حفلات عديدة في أوروبا على رأسها حفلتي "Rock am Ring" و"Rock-im-Park" في ألمانيا، إضافة إلى حفل "Pinkpop" في نيوزيلندا الذي أقيم عند بداية إطلاق الألبوم في يونيو من عام 2006. انتقلت فرتادو بعد ذلك إلى كندا حيث أدت حفلات في أوتاوا وفي مهرجان «الفرار الجماعي في كلغاري» (بالإنجليزية: Calgary Stampede) خلال شهر يوليو، بالإضافة إلى حفلها في «مهرجان الاحتفاء بالموسيقى» (بالإنجليزية: Ovation Music Festival) بشهر سبتمبر، ولم تكتفي فرتادو بأوروبا وكندا فقط إنما ذهبت إلى اليابان في شهر أغسطس 2006 وأدّت أغانيها في حفل «صوت الصيف» (بالإنجليزية: Summer Sonic) كما غنت أيضاً في «حفل جوائز اختيار المراهقين» (بالإنجليزية: Teen Choice Awards). أدت فرتادو أغانيها في نوفمبر على مسارح «مهرجان الموسيقى العالمي» في لندن، حيث حصلت على جائزة أفضل فنانة عن فئة الروك والبوب، وفي «مهرجان جوائز الموسيقى الأمريكية» في الولايات المتحدة، إضافة إلى حدث رياضي مهم غنت به في الفترة ذاتها في كندا، وهو «بطولة الكأس الرمادي الرابعة والتسعين» (بالإنجليزية: 94th  Grey Cup). كذلك غنت فرتادو أيضاً في حفل جوائز «إن آر جي» في شهر يناير. إن كل ما سبق هو مجرد مقتطفات من حفلات أقامتها فرتادو بشكل غير منظم، أي أنه لا يندرج تحت نطاق ما يسمى بالجولات الموسيقية، أما جولة فرتادو الحقيقية لترويج الألبوم حول العالم، والتي أسمتها «جولة تحرر» (بالإنجليزية: Get Loose Tour؛ والاسم في الواقع لعب على الكلام حيث أنه يعني أيضا: جولة إحصل على لووس)، فقد بدأت في 16 فبراير، 2007. وكانت الجولة قد قسّمت إلى عدة مراحل:

### أوروبا
| التاريخ   | المدينة   | الدولة   |
| --------- | --------- | -------- |
| 16 فبراير | مانشستر   | بريطانيا |
| 17 فبراير | جلاسكو    | بريطانيا |
| 18 فبراير | نوتنغهام  | بريطانيا |
| 20 فبراير | برينغهام  | بريطانيا |
| 21 فبراير | لندن      | بريطانيا |
| 24 فبراير | باريس     | فرنسا    |
| 25 فبراير | دوسلدوف   | ألمانيا  |
| 26 فبراير | بروكسل    | بلجيكا   |
| 28 فبراير | ميلان     | إيطاليا  |
| 8 مارس    | وينتثر    | سويسرا   |
| 5 مارس    | شوتغارت   | ألمانيا  |
| 6 مارس    | ميونخ     | ألمانيا  |
| 7 مارس    | فينا      | النمسا   |
| 8 مارس    | ليبزنق    | ألمانيا  |
| 10 مارس   | فرانكفرت  | ألمانيا  |
| 11 مارس   | هامبورغ   | ألمانيا  |
| 12 مارس   | برلين     | ألمانيا  |
| 13 مارس   | أمستردام  | هولندا   |
| 15 مارس   | أمستردام  | هولندا   |
| 16 مارس   | كوبراهنغن | الدنمارك |
| 17 مارس   | ستوكهولم  | السويد   |

### كندا
| التاريخ | المدينة    | الدولة |
| ------- | ---------- | ------ |
| 21 مارس | فكتوريا    | كندا   |
| 22 مارس | فاندوفر    | كندا   |
| 23 مارس | كلوانا     | كندا   |
| 25 مارس | جراندبراير | كندا   |
| 26 مارس | إدمونتون   | كندا   |
| 27 مارس | كالقراي    | كندا   |
| 4 أبريل | تورنتو     | كندا   |
| 5 أبريل | مونتريال   | كندا   |
| 6 أبريل | أوتاوا     | كندا   |

### أمريكا
| التاريخ  | الولاية    | الدولة |
| -------- | ---------- | ------ |
| 30 مايو  | هولويود    | أمريكا |
| 31 مايو  | أورلاندو   | أمريكا |
| 1 يونيو  | أطلانطا    | أمريكا |
| 3 يونيو  | بورتسموث   | أمريكا |
| 4 يونيو  | فيلادلفيا  | أمريكا |
| 5 يونيو  | بوستون     | أمريكا |
| 7 يونيو  | نيويورك    | أمريكا |
| 8 يونيو  | فيرفكس     | أمريكا |
| 9 يونيو  | كليفاند    | أمريكا |
| 11 يونيو | ديتريوت    | أمريكا |
| 12 يونيو | روسمنت     | أمريكا |
| 13 يونيو | سينت بول   | أمريكا |
| 15 يونيو | دينفر      | أمريكا |
| 17 يونيو | جراند برير | أمريكا |
| 19 يونيو | فونيكس     | أمريكا |
| 20 يونيو | لوس أنجلس  | أمريكا |
| 21 يونيو | أوكلاند    | أمريكا |

### أوروبا 2
| التاريخ | المدينة | الدولة   |
| ------- | ------- | -------- |
| 1 يوليو | لندن    | بريطانيا |
| 7 يوليو | ألبفريا | البرتغال |

## وصلات خارجية
- لووس على موقع ميتاكريتيك (الإنجليزية)
- لووس على موقع أول موفي (الإنجليزية)
- موقع نيللي فرتادو الرسمي
- موقع نيللي فرتادو البريطاني الرسمي
- سوق نيللي فرتادو الرسمي يمكن شراء متعلقات لووس
- فرتادو تتحدث عن ألبومها في يوتيوب
- المنتدى الرسمي لنيللي فرتادو مدعم بمواضيع حول 'لووس'
- موقع خاص بجولة لووس الأخيرة